# Мерилін Істмен
Мерилін Мері Істмен (англ. Marilyn Marie Eastman; нар. 17 грудня 1933} — пом. 22 серпня 2021) — американська акторка.

## Життєпис
Мерилін Істмен народилася у місті Бівер, штат Айова 17 грудня 1933 року. Пізніше, вона з батьками переїхала до Піттсбургу, штат Пенсільванія.
Мерилін, до того як приєдналася до продюсерської компанії The Latent Image, якою володів її чоловік Карл Гардмен (англ. Karl Hardman), працювалана на радіо. Її найвідомішою роллю у кіно вважається Гелен Купер у фільмі «Ніч живих мерців» 1968 року, де вона також була сценаристкою та візажисткою.
Померла у місті Тампа, штат Флорида, 22 серпня 2021, у віці 87 років.

## Фільмографія
| Рік  |   | Українська назва | Оригінальна назва              | Роль                           |
| ---- | - | ---------------- | ------------------------------ | ------------------------------ |
| 1960 | с | Перрі Мейсон     | англ. Perry Mason              | Секретарка (3 сезон, 24 серія) |
| 1968 | ф | Ніч живих мерців | англ. Night of the Living Dead | Гелен Купер                    |
| 1995 | ф | Гість            | англ. Houseguest               | Жінка на вулиці                |
| 1996 | ф | Санта Клаус      | англ. Santa Claws              | місіс Квінн                    |